# Sheek Louch
Sheek Louch (* 8. November 1975 in Yonkers, New York; bürgerlich Sean Divine Jacobs) ist ein US-amerikanischer Rapper. Zusammen mit Styles P und Jadakiss gründete er die Gruppe The LOX.

## Werdegang
Sheek Louch wurde zunächst als Mitglied der Gruppe The LOX bekannt. Nach deren zweitem Album We Are the Streets veröffentlichte er, genau wie die anderen beiden Mitglieder, ein Soloalbum – Walk Witt Me. Es erschien über das eigene Plattenlabel der Gruppe, D-Block Records und wurde von Universal Music vertrieben. Trotz mäßiger Promotion erreichte es die Top Ten der Billboard 200. 2005, 2008 und 2009 folgten mit After Taxes, Silverback Gorilla und Life on D-Block weitere Alben, die jedoch einen kommerziellen Abwärtstrend zeigten. Die 2010 und 2015 erschienenen Werke Donnie G: Don Gorilla und Silverback Gorilla 2 wurden schließlich gar nicht mehr in den US-amerikanischen Albumcharts geführt.

## Diskografie

### Alben
- 2003: Walk witt Me
- 2003: J-A-D-A (Jadakiss feat. Sheek Louch)
- 2005: After Taxes
- 2008: Silverback Gorilla
- 2009: Life on D-Block
- 2010: Donnie G: Don Gorilla
- 2015: Silverback Gorilla 2

### Singles
- 2003: OK
- 2003: Crazzy
- 2005: Kiss Your Ass Goodbye
- 2006: Pain
- 2008: Good Love